# مارچلو پیاسنتینی
 مارچلو پیاسنتینی (انگلیسی: Marcello Piacentini؛ ۸ دسامبر ۱۸۸۱ – ۱۹ مهٔ ۱۹۶۰) یک معمار اهل ایتالیا بود.